# Zohra Ben Lakhdar Akrout
Zohra Ben Lakhdar Akrout (Kerkennah, 12 de marzo de 1943) es una física tunecina.

## Biografía
Originaria del archipiélago tunecino de Kerkennah, nace en una familia de diez niñas, de un padre ingeniero comprometido en los movimientos sindicalistas y anticolonialistas y de una ama de casa. Efectúa sus estudios secundarios a Sousse, una ciudad portuaria ubicada un poco más al norte sobre la costa mediterránea, a más de 25 kilómetro del domicilio familiar. 
En 1956, después de la independencia de Túnez, su familia abandona las Kerkennah para coger Túnez. Bachiller, ella vincula en 1963 a la recién fundada facultad de las ciencias de Túnez y se gradúa en Física.
En 1967, obtiene una beca para prolongar su recorrido universitario en París, en la facultad de las ciencias de Orsay (hoy parte de la Universidad de París-Sur). Se especializa en espectroscopia y obtiene su doctorado en 1978[2].
A pesar de proposiciones de trabajo en Francia, vuelve en Túnez. Ella #<prn> creada, con su marido, un laboratorio de espectroscopía. Sus trabajos de investigación llevan sobre el estudio de las interacciones moleculares, utilizando las rayos infrarrojos.
En 1994, es elegida a la Academia islámica de las ciencias. Profesora a la Universidad de Túnez, más precisamente al departamento de físico de la facultad de las ciencias de Túnez, está recompensada por el Premio L'Oréal-UNESCO a Mujeres en Ciencia en 2005. Sus investigaciones permiten sobre todo de medir la presencia de metano en el aire y la contaminación del agua de mar.
Es miembro de la Academia tunecina de las ciencias, de las cartas y de los artes.